# Plongée souterraine

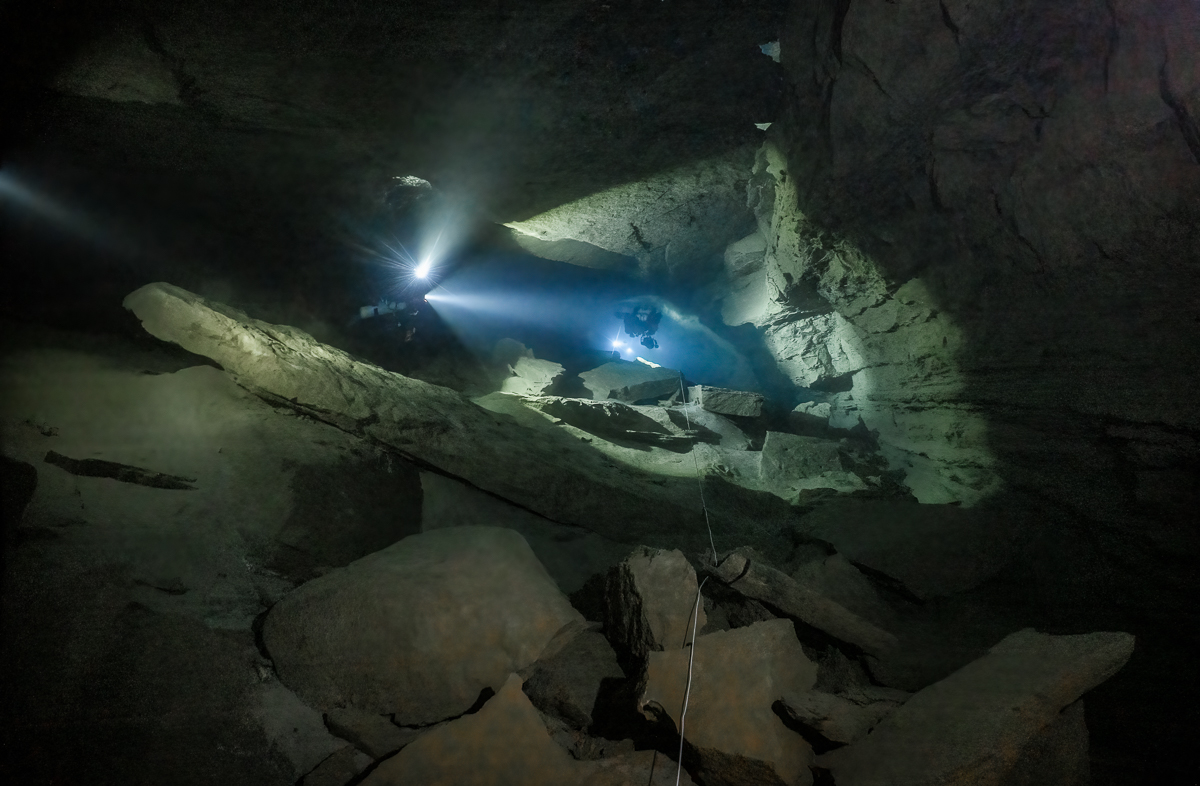
Plongée souterraine dans la source du Durzon, Nant, Aveyron.

La plongée souterraine, ou spéléoplongée, ou encore plongée-spéléo, est une activité qui a pour but d'explorer et d'étudier les conduits noyés naturels, généralement karstiques et creusés dans les calcaires (grottes sous-marines, sources, siphons de grottes terrestres, émergences, résurgences), ou artificiels (mines, carrières).

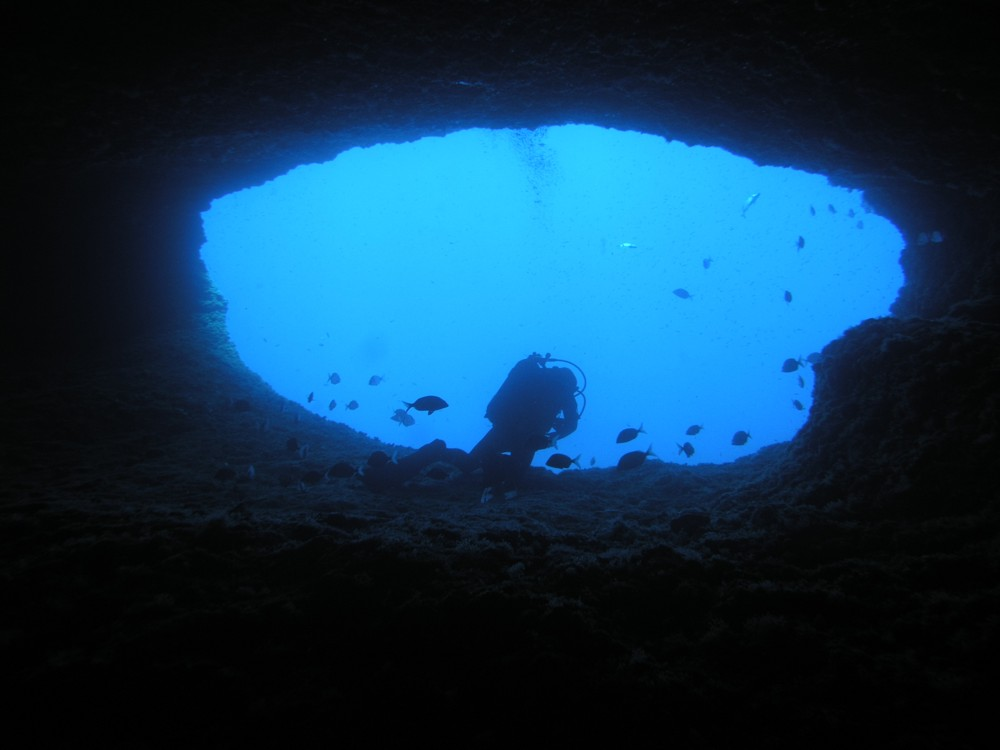
Grotte de Nereo (Sardaigne).

## Histoire
En France, avant l'apparition du scaphandre autonome les rares plongées se font en apnée, comme celle de Janet à Caussols en 1892, ou parfois en scaphandre pieds lourds, comme Ottonelli à la fontaine de Vaucluse le 27 mars 1878 où il atteint 23 m de profondeur.
Au XXe siècle, la plongée souterraine en Occident est marquée par la descente en apnée de Norbert Casteret dans la grotte de Montespan, en France, en 1922 qui est considérée comme l'événement fondateur de la discipline. Au Royaume-Uni, l'histoire de la plongée souterraine est marquée par la descente de Jack Sheppard dans la grotte de Swildon's Hole en 1936.
Entre 1946 et 1950 le Groupe de recherches sous-marines de Toulon puis Guy de Lavaur utilisent des scaphandres autonomes de l'ingénieur Gagnan, vulgarisés par le commandant Cousteau, pour pénétrer des résurgences où ils atteignent −40, voire −60 m de profondeur (fontaine de Vaucluse, fontaine Saint-Georges à Montvalent, etc.). Dans les années 1950, Michel Letrône et le Clan des Tritons élaborent un matériel et une procédure spécifique aux siphons en cavité souterraine (bi-monobouteilles, dévidoir pour fil d'Ariane, éclairage étanche, etc.), procédure enseignée lors du « camp Plongée » de 1956 puis pendant plus de 20 ans.
Dès 1957, aux États-Unis, les plongeurs américains pénètrent dans les siphons de Floride : Wakkula Spring est explorée sur 228 m de distance et 73 m de profondeur.

## Précautions
Ce type de plongée requiert une approche différente de la plongée en mer, compte tenu du milieu où elle est pratiquée : si un problème d'air ou de mélange respiratoire ou autre survient, il n'est pas possible de remonter rapidement, étant « enfermé ». Il faut, quel que soit le problème, pouvoir rejoindre la sortie. Le plongeur s'équipe alors en conséquence : deux bouteilles (ou plus) isolées ou isolables dont il ne faut pas consommer la totalité (il faut appliquer une règle de redondance comme la règle des quarts, c’est-à-dire qu'il faut consommer un quart du mélange respiratoire à l'aller et donc un quart au retour, et les deux quarts restants seront gardés en cas de problème), deux lampes (ou plus), un dévidoir, éventuellement un casque, etc.

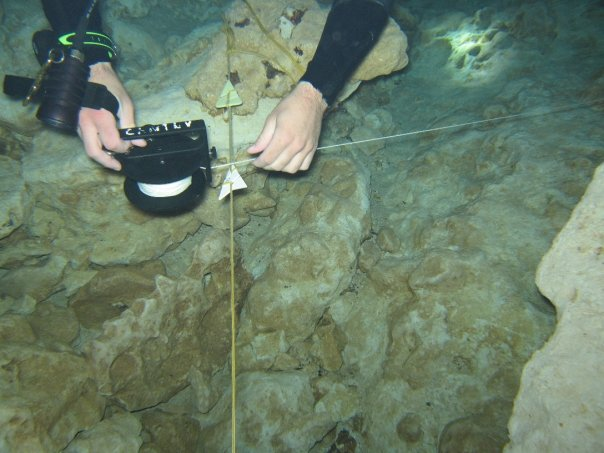
Utilisation d'un dévidoir pour créer un fil d'Ariane.

Il faut prendre soin également de ne jamais quitter des yeux le fil d'Ariane afin de retrouver le chemin du retour : dans les galeries, la visibilité peut se dégrader en très peu de temps à cause des particules d'argile qu'un plongeur peut brasser avec ses palmes ou même les bulles qu'il expire.

## Formation en France
Des stages, organisés par la commission nationale de plongée souterraine de la FFESSM sont proposés aux détenteurs du niveau 2 ou plus.
L'École française de plongée souterraine, commission de la FFS, propose des stages ouverts à tous, y compris des personnes totalement étrangères au milieu aquatique, et édite un référentiel de formation, le « Manuel technique de plongée souterraine »  (ISBN 978-2-900894-34-7).

## Type de palmage en plongée souterraine

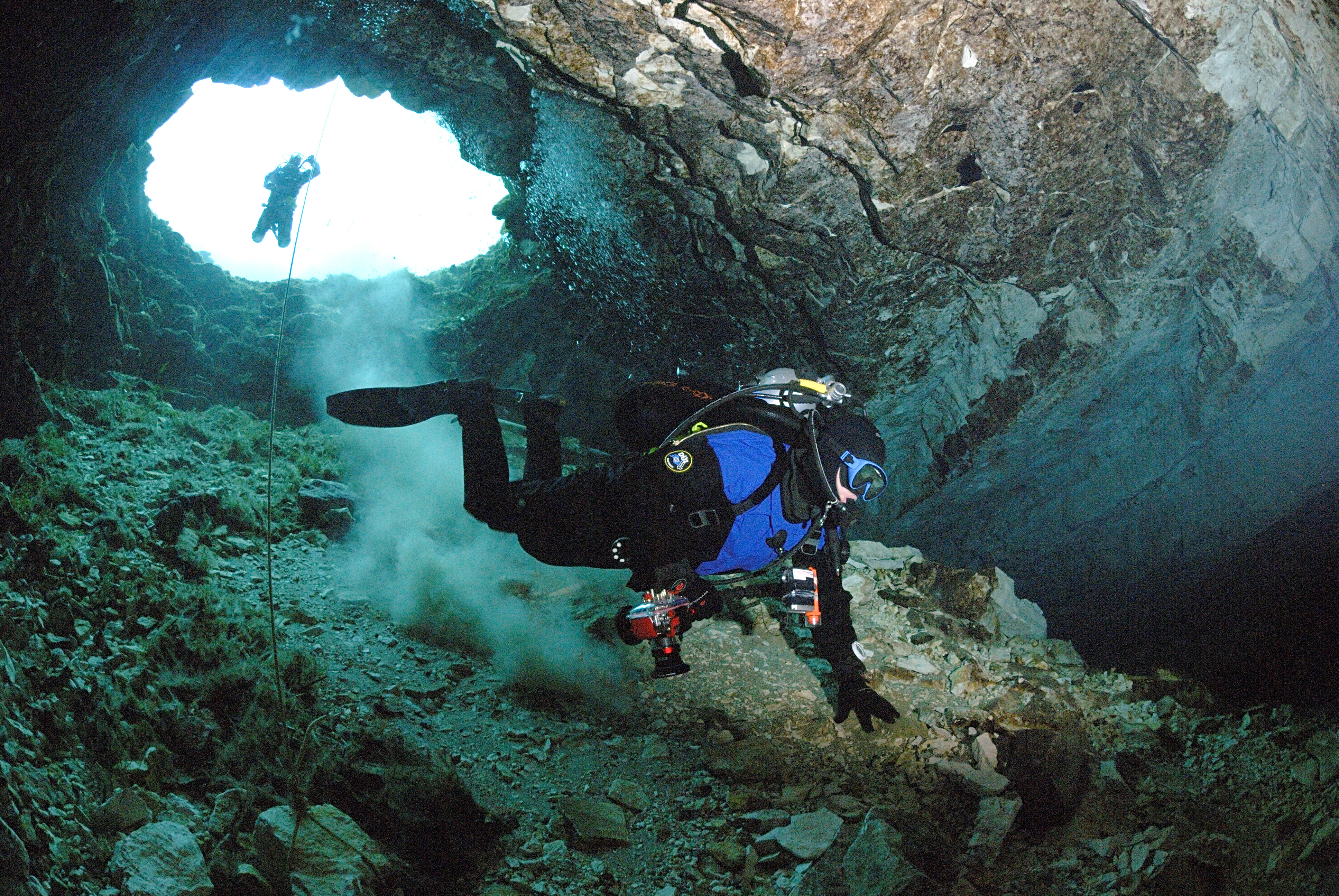
Plongeurs en début d'exploration.

Dans la plongée souterraine, une importance particulière est donnée au palmage qui doit être maîtrisé de manière adéquate et adapté à la situation.
Le palmage de base est le « frog kick », qui consiste à palmer en imitant les mouvements des membres inférieurs d'une grenouille ainsi que certaines variantes.
Il est important aussi de maîtriser le « back kick », qui consiste en un palmage inversé pour se déplacer en arrière et se dégager d'un encombrement.

## Records
Le 6 janvier 2024, le spéléoplongeur Xavier Méniscus bat le record de plongée souterraine. Il atteint les 312 m de profondeur dans la font Estramar, à Salses-le-Château,.
Le record était jusqu'à cette date détenu par Frédéric Swierczynski à -308 m dans cette même cavité. Lequel record était auparavant détenu par Xavier Méniscus à −286 m, réalisé le 30 décembre 2019, toujours à la font Estramar. Avant lui, le plongeur Nuno Gomez était descendu à -282 m à Boesmansgat.